# Entführung von Heinrich Strübig und Thomas Kemptner
| QS Ereignisse | Dieser Artikel wurde aufgrund von inhaltlichen Verbesserungsmöglichkeiten auf der Qualitätssicherungsseite des WikiProjekts Ereignisse eingetragen. Dies geschieht, um die Qualität der Artikel aus diesem Themengebiet auf ein höheres Niveau zu bringen. Bitte hilf mit, die inhaltlichen Lücken oder Probleme dieses Artikels zu beseitigen, und beteilige dich an der Diskussion! |  |

Heinrich Strübig (* 21. April 1941 in Lüneburg) und Thomas Kemptner (* 1961) sind zwei deutsche Friedenshelfer der Organisation Asme-Humanitas, die am 16. Mai 1989 im Libanon entführt wurden. Die Entführer verlangten die Freilassung des in Deutschland wegen Mordes in Haft befindlichen Mohammed Ali Hammadi sowie seines ebenfalls in Deutschland inhaftierten Bruders Abbas.
Strübig war schon längere Zeit für Asme-Humanitas im Libanon aktiv gewesen, während der gelernte Krankenpfleger Kemptner 10 Tage für Asme-Humanitas aktiv gewesen war, als er entführt wurde. Strübig war bereits am 4. Mai 1989 entführt, aber kurz darauf wieder freigelassen worden.
Im Anschluss an die Entführung wurde Asme-Humanitas dafür kritisiert, trotz Warnungen, unter anderem vom Auswärtigen Amt, weiterhin im Libanon aktiv gewesen zu sein, auch wurde Asme-Humanitas schon vor der Entführung unter anderem vom Deutschen Zentralinstitut für soziale Fragen negativ beurteilt, da die Organisation intransparent agiere.
Die Bundesregierung verweigerte die Freilassung der Hammadi-Brüder. Als im Dezember 1991 weitere Geiseln aus anderen westlichen Ländern freigelassen wurden, waren Strübig und Kemptner nicht darunter. Stattdessen mussten sie an Weihnachten 1991 im Anzug vor einem Weihnachtsbaum den Forderungen der Entführer Nachdruck verleihen. Während der Gefangenschaft wurden Strübig und Kemptner mehrfach misshandelt.
Im Juni 1992, 1128 Tage nach der Entführung, wurden Strübig und Kemptner freigelassen, obwohl die Hammadi-Brüder weiterhin im Gefängnis waren. Die Gründe für die Freilassung sind unklar.